# Kuehneosauridae
Kuehneosauridae – rodzina diapsydowych szybujących gadów żyjących w triasie. Charakteryzowały się rozpiętymi na bok, długimi żebrami, które były dla nich główną powierzchnię nośną. Innymi wspólnymi cechami były połączone w jedno nozdrza i zredukowane kości łuskowe.
Ich pozycja filogenetyczna w obrębie diapsydów jest niepewna; według różnych analiz filogenetycznych mogą one być lepidozauromorfami, archozauromorfami lub przedstawicielami kladu Neodiapsida nienależącymi ani do lepidozauromorfów, ani do archozauromorfów.

## Rodzaje
Pewne gatunki wg Evans 2009
- Icarosaurus siefkeri Colbert, 1966
- Kuehneosaurus latus Robinson, 1967
- Kuehneosuchus latissimus Robinson, 1967
- Pamelina polonica Evans, 2009

Za przedstawicieli tej rodziny były uważane także Perparvus i Rhabdopelix, ale nie jest to pewne.